# Lazhar Yakoubi
Lazhar Yakoubi (* 20. Februar 1996) ist ein algerischer Leichtathlet, der sich auf den Hammerwurf spezialisiert hat.

## Sportliche Laufbahn
Erste internationale Erfahrungen sammelte Lazhar Yakoubi im Jahr 2023, als er bei den Panarabischen Spielen in Algier mit einer Weite von 57,62 m den sechsten Platz belegte. 2025 belegte er bei den Arabischen Meisterschaften in Oran mit 61,78 m den achten Platz.
2023 wurde Yakoubi algerischer Meister im Hammerwurf.